# Coccoloba fastigiata
Coccoloba fastigiata là một loài thực vật có hoa trong họ Rau răm, bao gồm khoảng 120-150 loài thực vật có hoa. Loài này được Meisn. mô tả khoa học đầu tiên năm 1855.
Chi này bản địa ở các khu vực nhiệt đới và cận nhiệt đới của Châu Mỹ, Nam Mỹ, khu vực Caribe và Trung Mỹ, với hai loài mở rộng phạm vi đến Florida. Các loài trong chi Coccoloba thường là cây bụi và cây gỗ, phần lớn là loại cây thường xanh. Lá của chúng mọc xen kẽ và thường có kích thước lớn, đôi khi rất lớn ở một số loài (ví dụ, Coccoloba pubescens có lá rộng tới 36 inch hay khoảng 90 cm), với lá non thường lớn hơn và khác biệt về hình dạng so với lá của cây trưởng thành.
Hoa của chi này mọc trên các cụm hoa hình gai. Quả của chúng là loại quả achene ba góc, được bao bọc bởi một bao hoa thịt, thường có màu sắc sặc sỡ và ở một số loài có thể ăn được, mặc dù thường chứa chất làm se. Chi Coccoloba không có tên gọi chung trong tiếng Anh, tuy nhiên nhiều loài riêng biệt trong chi này được biết đến với những tên gọi thông dụng.